# Quartier du Faubourg-du-Roule
Le quartier du Faubourg-du-Roule est le 30e quartier administratif de Paris situé dans le 8e arrondissement.

## Emplacement et délimitation
Le quartier du Faubourg-du-Roule couvre 79,7 hectares. Il est délimité par la place de l'Étoile, les Champs-Elysées jusqu'au rond-point des Champs-Élysées, l’avenue Matignon, la rue de Courcelles jusqu'au boulevard de Courcelles (place de la République-de-l'Équateur), le boulevard de Courcelles jusqu'à la place des Ternes et l'avenue Wagram jusqu'au retour à la place de l'Étoile.
Le quartier est traversé de part en part par la section ouest de la rue du Faubourg-Saint-Honoré qui en forme depuis des lustres l'axe central.

## Description

Le quartier du Faubourg-du-Roule sur un plan du 8e arrondissement.

Le quartier du Faubourg-du-Roule correspond à peu près à l'ancien village constitué de trois éléments : le Bas-Roule, qui faisait masse autour de l’église Saint-Philippe-du-Roule, le Haut-Roule, au niveau de l’actuelle place des Ternes et la Ville l'Évêque qui lui fut réunie en 1639. Le quartier actuel est limité au nord-ouest par le boulevard de Courcelles suivant le tracé l'ancien du mur des Fermiers généraux et trois de ses anciennes barrières : au nord la barrière de Courcelles, au centre la barrière du Roule (ou barrière des Ternes) et à l'ouest la barrière de l'Étoile (ou barrière de Neuilly).
À l'est, le quartier est limité par l’emplacement de la vieille porte du Roule qui à partir de 1631, permettait de sortir de Paris après avoir traversé le Grand Égout (ou pont du Roule), et qui se situait approximativement au carrefour de la rue du Colisée. La partie de la rue du Faubourg-Saint-Honoré actuelle qui appartient au quartier du Faubourg-du-Roule, devenait alors la chaussée du Roule.
L'origine étymologique de ce nom est discutée, on le trouve sous la forme Rollum ou Rotulum, à partir du commencement du XIIIe siècle, puis apparaît la forme française « Roole », mais son nom vient très probablement des rouliers, ce qui correspondrait à sa position sur la grande pénétrante ouest qui allait depuis le pont (ou gué) de Neuilly jusqu'au marché des Innocents (Halles de Paris). Les rouliers étaient des « commissionnaires qui reçoivent et se chargent de faire transporter toutes sortes de caisses, malles et ballots de marchandises, par toutes les Villes du Royaume & Pays étrangers, à prix convenu avec les commettants ».
La grande pénétrante ouest était déjà, avant les Romains, une des voies d’accès à Lutèce des plus fréquentées. Elle constituait « la » voie décumane sur l'axe Sens-Rouen. Elle suivait le tracé actuel la rue du Faubourg-Saint Antoine, suivait le faubourg Saint-Honoré puis, empruntant la moins grande pente, passait entre la butte de l’Étoile (dite montagne du Roule, bien plus haute qu’aujourd’hui) et les hauteurs de Monceaux jusqu'au gué de Neuilly.

## Historique
Ce quartier est créé en 1790, durant la Révolution française, sous le nom révolutionnaire de section du Roule, de 1790 à octobre 1792, section de la République d'octobre 1792 à octobre 1795 date à laquelle elle reprend son nom d'origine ; section du Roule.
Par arrêté préfectoral du 10 mai 1811, la section du Roule qui était située dans l'ancien 1er arrondissement de Paris prend le nom de quartier du Roule.
Par la loi du 16 juin 1859 qui porte à vingt arrondissements la commune de Paris, le quartier du Roule devient le quartier du Faubourg-du-Roule, le 30e quartier administratif de Paris, et se trouve situé dans le 8e arrondissement.

### Village du Roule
La première mention du village du Roule se trouve dans des chartes du XIIIe siècle. C'était alors un hameau dépendant de Villiers-la-Garenne, compris dans la seigneurie de Clichy. Le tout se trouvait hors les murs et au-delà des portes Saint-Honoré successives. Il se trouvait au-delà d'un bras de la Seine qui devait, au XIVe siècle, être transformé en égout.
Vers 1200, la corporation des Monnayeurs de la Monnaie de Paris y achète une maison destinée à loger et soigner ses membres atteints de lèpre.
En avril 1217, Pierre de Nemours, évêque de Paris, l'autorise à construire une chapelle. Cette première chapelle se présentait comme une petite église de campagne à nef unique, prolongée par un chœur éclairé de cinq fenêtres séparées par des contreforts. L'administration de la maison est précisée par une convention du 12 mars 1342. Au milieu du XVIe siècle, la lèpre ayant presque disparu en France, les bâtiments sont loués par les Monnayeurs à leurs officiers comme maison de campagne. Cette maison est placée sous le vocable de Saint-Jacques et Philippe, patrons de la corporation.
Au Moyen Âge, la voie centrale, qui allait de l'église Saint-Honoré (édifice aujourd'hui disparu qui était situé entre les rues Croix-des-Petits-Champs et des Bons-Enfants) au pont du Roule (sur le Grand Égout), s'appelait déjà « rue du Faubourg-Saint-Honoré ». Au-delà, cette voie devenait le chemin du Roule, indiqué sur une charte de 1222.
Au sortir de Paris, elle fut successivement nommée « rue du Faubourg-du-Roule », « chaussée du Roule » (1635), « rue du Bas-Roule » et « rue du Haut-Roule », puis « rue Saint-Honoré », « rue du Faubourg-Saint-Honoré », « avenue de Neuilly » puis « avenue des Ternes ».

### Bas-Roule et Haut-Roule
Le long de cette ancienne route se construisit le village du Roule qui comportait deux hameaux, le Bas-Roule (de la rue Royale à Saint-Philippe), terrain réputé marécageux, et le Haut-Roule (de Saint-Philippe à l’Étoile).
Le village du Roule est porté pour la première fois sur le plan de Truschet et Hoyau en 1552. Il n’y a que quelques maisons, des moulins et l'ancienne rue des Petits-Champs barrée par l’enceinte. Sur la droite en sortant par la porte Saint-Honoré et au-delà du Grand Égout, il y avait un chemin dit du Roule aux Porcherons qui passait par le marché aux chevaux et son gibet, puis par la « Petite Pologne ». Il coupait ensuite la chaussée d’Antin pour rejoindre la porte Montmartre et la rue du Faubourg du même nom.
Le 20 décembre 1597, un acte passé par les Monnayeurs au terrier de Saint-Victor pour leur maison du Roule la mentionne comme « de présent en ruine ». Mais, au début du XVIIe siècle, d'importantes réparations sont effectuées à la ferme et les terres sont mesurées en vue de leur location.

### La Ville l'Évêque
La Ville l'Évêque, simple hameau autour d’une exploitation agricole appartenant à l’évêque de Paris, devient au XIIIe siècle un village digne d’être érigé en paroisse avec une église dédiée à sainte Marie-Madeleine, reconstruite en 1492 et 1660. Il s'étendait au-delà de la porte Saint-Honoré en arc de cercle depuis le début des Champs-Élysées jusqu'à l’actuel boulevard des Capucines ; toute sa partie comprise entre l'actuel boulevard des Capucines et le Grand Égout n'était encore, en 1763, que marais potagers.

### La paroisse du Roule
À plusieurs reprises, il est rappelé l'interdiction de construire des habitations en dehors des limites de la capitale : une première fois en 1548, ensuite en 1627, 1633 et 1642. En 1639, à la demande des habitants, le Roi Louis XIII accorde la permission de bâtir (ce qui était interdit jusque-là) et de s'unir au village de la Ville l'Évêque. Lorsque les remparts sont détruits, on matérialise les limites de construction par des bornes, mais les limites n’étant jamais respectées, il faut les déplacer en 1724, 1726, 1728 et 1765. Les fraudes étant faciles, les Fermiers généraux obtiendront de Louis XVI le remplacement des bornes par une muraille continue qui, commandée en mai 1784, est achevée en 1787.
La chapelle des Monnayeurs tombant en ruine, sa reconstruction est envisagée. Il est projeté de construire un petit bâtiment à nef unique se terminant en hémicycle de 9 toises 4 pieds de long sur 4 toises de large, mais le projet n'est pas mis à exécution. En 1636 et 1642, on se borne à faire des réparations à l'ancienne chapelle. En 1657, Frémin de Cotte, architecte et ingénieur du Roi, et Jean Pasquinot, maître maçon juré, préconisent la démolition et la reconstruction.
En 1673, toutes les léproseries sont placées sous l'administration de l'Ordre de Notre-Dame du Mont-Carmel et de Saint-Lazare de Jérusalem, et l'ancienne maladrerie prend alors le nom de « commanderie du Roule ». Mais en 1693, un nouvel arrêt rend leurs droits antérieurs aux Monnayeurs et à l'archevêque.
À la fin du XVIIe siècle, la lèpre ne sévit plus depuis longtemps et une nouvelle population s'installe : celle des jardiniers travaillant pour la Pépinière royale (1670), qui viennent de s'implanter au Roule. La population du Roule se compose alors de 75 ménages et environ 180 enfants. La chapelle de la maladrerie ne sert que de chapelle de secours : pour les sacrements, les offices et l'instruction religieuse de leurs enfants, les habitants du Roule doivent se rendre à Saint-Martin-de-Villiers, éloignée d'une lieue (environ 4 km).
En 1697, les villageois obtiennent l'érection de la chapellenie en paroisse, et vers 1700, Nicolas de Lépine exécute de nombreuses réparations à la chapelle. En 1739, le lieutenant général de police René Hérault ordonne la démolition de la vieille chapelle qui menace ruine. En 1741, le roi offre un terrain détaché de l'ancienne pépinière pour construire une nouvelle église, mais le Grand Égout, longeant l'actuelle rue La Boétie, ne permettant pas d'asseoir des fondations assez solides, le projet doit être abandonné et le terrain donné par le roi est utilisé comme nouveau cimetière.
Il est finalement décidé de la construire sur les plans de Chalgrin approuvés le 12 octobre 1768. La reconstruction traîne en longueur et les travaux ne sont achevés qu'en 1784. Il reste à édifier les deux clochers qui devaient encadrer le chevet et qui ne verront jamais le jour. Le presbytère, le vicariat et l'école, demandés par le roi en 1772, ne seront bâtis que plus tard.

### Faubourg de Paris
Le quartier commence à se développer avec la création de la première pépinière royale, qui se trouvait entre la rue du Faubourg-du-Roule, l’égout correspondant au tracé de l’actuelle rue La Boétie, les Champs-Élysées et la rue de Chaillot (actuelle rue de Berri).
Le 30 janvier 1722, le Roule est érigé en faubourg de Paris. Une barrière d’octroi fut établie, en 1728, à l’entrée de ce village, devant l’église, pour le séparer de Paris. Cette barrière fut nommée la « barrière du Roule » et fut transférée en 1788 à la place des Ternes lors de la construction du mur des Fermiers généraux.
La spéculation qui saisit le faubourg Saint-Honoré vers le milieu du XVIIIe siècle atteint le faubourg du Roule. En 1755, la comtesse de Langeac acquiert les terrains de l'ancienne pépinière royale pour y créer un lotissement. Les Monnayeurs vendent leur maison et leurs terres. L'évolution du quartier s'accélère si bien qu'en 1785 presque toutes les rues actuelles ont été percées.

## Principales voies du Quartier

### Rues
- Boulevard Haussmann
- Rue d'Artois
- Rue Balzac
- Rue Beaujon
- Rue Boissy-d'Anglas
- Rue Lord-Byron
- Rue de Berri
- Rue Paul-Cézanne
- Avenue des Champs-Élysées
- Rue Chateaubriand
- Rue du Colisée
- Rue de Courcelles
- Boulevard de Courcelles
- Rue Daru
- Rue du Faubourg-Saint-Honoré
- Avenue de Friedland
- Avenue Franklin-Roosevelt
- Avenue Gabriel
- Avenue Hoche
- Rue La Boétie
- Rue de la Néva
- Avenue Matignon
- Avenue de Marigny
- Boulevard Malesherbes
- Avenue de Messine
- Rue de Miromesnil
- Rue de Monceau
- Rue Murillo
- Rue Pierre-le-Grand
- Rue de Ponthieu
- Rue de Tilsitt
- Rue de Téhéran
- Avenue Van-Dyck
- Avenue de Wagram
- Rue Washington

### Places
- Place des Ternes
- Place de l'Étoile

### Principaux sites
- Arc de triomphe de l'Étoile
- Église Saint-Philippe-du-Roule
- Église orthodoxe russe : Cathédrale Saint-Alexandre-Nevsky
- Hôtel Salomon de Rothschild